# Кам Сань
Кам Сань (род. 1945), именитый гонконгский актёр; его первоначальное сценическое имя было Цзинь Шань, но в 1981 году он изменил свое имя на Кам Сань . Сначала он работал в Golden Harvest Films, а затем присоединился к Jiayi TV . После того, как Jiayi TV обанкротился, он переключился на Li’s TV и впоследствии переименованное в Asia TV .
В первые дни Ган Шань играл большинство злодеев, но из-за своего опыта в боевых искусствах он был более активен в классических костюмных драмах о боевых искусствах, где особенно выигрышно смотрелся в ролях персонажей среднего и пожилого возраста.
В начале 1990-х годов, с возрастом, всё чаще играл старцев. Стал обычным второплановым актёром, активно участвовавшим в эпизодах этого периода. В 2000-х Кам Сань всё реже появлялся в дорамах из-за возраста.
Стоит отметить, что у Кам Сань неоднократно появлялся в постановках на тему «Кулак ярости», будь то версия фильма или телесериал.

## Фильмография

### Кино
- Ворота Тай Чи (1968)
- Король воров (1970)
- Большой босс (1971)
- Погоня (1971)
- Кулак ярости (1972)
- Человек по имени Тигр (1973)
- Удар тхэквондо (1973)
- Принцесса подворотен (1973)
- Моряк номер 7 (1973)
- Игры игроков (1974)
- Выпущен (1977)
- Тигр из ворот (1979)
- Трудные братья (1982) как секретарь Луо
- Дуэль до смерти (1983)
- Молодой мастер Вэй Вэй (1983)
- Семья Улун (1986)
- Крик мечты Сяошэн (1987)
- Пока не высохнут слёзы (1988)
- Боец с шестом (1988)
- Танцоры огня (1989)
- Виртуоз (1990)
- Легенда о героях последствий 1949 года (1993)